# Диого Виана
Диого Фелипе Герейро Виана (на португалски: Diogo Filipe Guerreiro Viana) е португалски футболист. Изявява се еднакво успешно по двата фланга на атаката, може да играе и на позицията зад нападателя.

## Състезателна кариера
Юноша на Спортинг Лисабон Португалия, преминава в школата на Порто Португалия през 2008. Дебютира за първия състав на Порто през януари 2009, в сезон 2008/09 като печели титла, купа и суперкупа на Португалия през този сезон. Отдаден е под наем на холандския Венло от 2009 до 2010, а след това на Авеш Португалия от 2010 до 2011. В периода от 2011 до 2013 играе в Пеняфел Португалия, а следващите две години в Жил Висенте Португалия. През 2013 португалските медии съобщават за интерес към футболиста от редица европейски клубове сред които Панатинайкос, Палермо, Парма, Сасуоло, Болоня, Фиорентина. През ноември 2013 е пред трансфер в Суонзи Сити и Евъртън, като „карамелите“ изпращат оферта на стойност 4,2 млн. паунда. Същият месец треньорът на Съндърланд Паоло Ди Канио е впечатлен от уменията на младия футболист и го кани в отбора, но трансферът се проваля в последния момент. Същото се случва и няколко месеца по-късно с Блекбърн. През юни 2015 преминава Литекс Ловеч, като играе за ловчанлии един сезон. От лятото на 2016 е в ЦСКА. Дебютира на 29 юли 2016 при победата с 2:0 над Славия София, като още в първия си мач вкарва и двата гола. През януари 2017 е продаден на Белененсеш Португалия. На 25 юни 2019 преминава в Брага Португалия.
Притежава изключително богата визитка в младежките формации на Португалия: 11 мача и гол до 16 години; 5 мача и гол до 17 години; 9 мача и 4 гола до 18 мача; 15 мача до 19 години; 4 мача до 20 години; 8 мача до 21 години.